# Кейт Остін
Кетрін Енн «Кейт» Остін (англ. Katherine Anne «Kate» Austen) — вигаданий персонаж і одна з головних героїнь серіалу «Загублені». Кейт — одна з уцілілих, які летіли в середній частині літака Oceanic 815. Її роль виконала канадська актриса Еванджелін Ліллі.

## Біографія

### До авіакатастрофи
Кейт народилася в 1977 році і виросла в Айові. Мати — Діана Янссен, офіціантка. Вітчим — Сем Остін, ветеран війни в Кореї. Біологічний батько — алкоголік Вейн.
Після розлучення мати Кейт відновила стосунки з Вейном. Напиваючись, він чіплявся до неї і до дочки, регулярно бив їх. Кейт вбила його. Мати донесла на неї в поліцію.
З цього моменту Кейт пустилася навтьоки, а поліція відкрила на неї полювання.
Пізніше Кейт дізналася, що мати помирає від раку. Кейт вирішила провідати матір в лікарні, але побачивши дочку, Діана почала кричати про допомогу. Кейт насилу вдалося уникнути арешту.
Діставшись до Флориди, вона спробувала почати нове життя під ім'ям Моніки. Познайомилася з офіцером поліції. Вийшла за нього заміж. Порвати з минулим у неї не вийшло. Вона зрозуміла, що рано чи пізно їй доведеться розкрити своє справжнє ім'я. Вона розповіла чоловікові про своє минуле і зникла.
Через деякий час вона дізналася, що на зберіганні в банкі Нью-Мексико знаходиться «річ», до якої Кейт відчувала сентиментальну прихильність. Ризикуючи бути спійманою, Кейт під ім'ям Меггі приїхала в Нью-Мексико і розробила план пограбування. Опинившись в сховищі банку, вона застрелила спільника і, забравши «цю річ», знову пустилася в біги.
Після цього вона поїхала в Австралію. Потрапила на ферму і прожила там 4 місяці. Господар ферми дізнався, хто вона, і за винагороду в розмірі 23 тисячі (відсилання до чисел) здав дівчину поліції. Кейт заарештували. З поліцейським, що супроводжував її, вона ступила на борт літака «Oceanic 815».

### На острові

#### Сезон 1
Коли літак увійшов у зону турбулентності, на Марса зверху впала чиясь сумка, і він знепритомнів. Витягнувши з кишені пристава ключ, Кейт розстебнула наручники. Пізніше їх знайшов Волт, а потім з їх допомогою втихомирили розбушувавшогося Джина, прикувавши його до уламку літака. Уцілілі знайшли і кейс пристава, в якому лежала зброя. Після краху першою людиною, з яким зблизилася Кейт, став Джек Шепард — він попросив дівчину зашити рану на його спині, так як не міг дістатись до неї самостійно. («Таємничий острів — Частина 1», 1-а серія 1-го сезону). Володіючи рішучим і безстрашним характером, дівчина поряд з Джеком, Джоном, Саїдом і Соєром увійшла до складу найбільш активних членів табору уцілілих. Крім того, разом з Джеком і Соєром вона склала любовний трикутник. Від Едварда Марса,який отримав смертельне поранення під час авіакатастрофи, доктор дізнався, що Кейт — поверхова злочинниця. Однак, так як вона проявила себе на острові з кращого боку, він не змінив свого ставлення до дівчини.
На наступний день після катастрофи Кейт разом з Джеком і Чарлі вирушила на пошуки кабіни літака, щоб забрати трансивер і передати по ньому сигнал лиха. Під час походу вони вперше зіткнулися з таємничим острівним монстром. Виявивши трансивер, вони з'ясували, що він зламаний, але Саїд полагодив його і разом з Кейт та іншими уцілілими подався через ліс на височину, звідки було більше шансів благополучно відправити сигнал. Але замість цього вони самі засікли сигнал лиха, який хтось відправляв з острова протягом шістнадцяти років. («Таємничий острів — Частина 2», 2-а серія 1-го сезону).
Через кілька днів Саїд з дозволу Джека застосував до Соєра тортури, щоб той розповів, де сховав необхідні Шеннон ліки. Аферист погодився зізнатися, але тільки одній лише Кейт, а, коли дівчина прийшла до нього, зажадав, щоб в обмін вона поцілувала його. Кейт знехотя погодилася, і цей поцілунок став початком їх романтичних відносин, хоча в підсумку з'ясувалося, що ніяких ліків у Соєра не було. («Шахрай», 8-а серія 1-го сезону).
Коли Ітан викрав Чарлі і Клер, Кейт разом з Джеком кинулася в погоню. По шляху вони знайшли Чарлі, повішеного за шию на дереві, і доктор насилу зміг реанімувати його. («У всіх кращих ковбоїв були проблеми з батькам]», 11-а серія 1-го сезону). Незабаром після цієї пригоди Кейт, плаваючи разом з Соєром біля водоспаду, знайшла на дні кейс пристава. Соєр забрав знахідку собі, але, як не старався, не зміг відімкнути замок. Тоді дівчина з допомогою Джека викопала з могили труп Марса і забрала з його гаманця ключ. В її присутності Джек відкрив кейс і знайшов усередині пістолети, а Кейт забрала іграшковий літачок Бреннана. («Що б у цьому кейсі не було», 12-а серія 1-го сезону).
Її відносини з Соєром стали тісніше після того, як, полюючи на кабана, вони залишилися в лісі на ночівлю. Сидячи біля багаття, вони розговорилися і під час гри в питання і відповіді багато дізналися один про одного. Зокрема, з'ясувалося, що їм обом доводилося вбивати людину. («Злочинці», 16-а серія 1-го сезону). Тим не менше після того, як Кейт намагалася зайняти місце Соєра на плоту, він розповів уцілілим, що вона злочинниця, і на деякий час вони стали ворогами. («Народжена тікати», 22-а серія 1-го сезону). Потім дівчина увійшла до складу групи, яка відправилася за динамітом до корабля «Чорна скеля» — уцілілі планували підірвати кришку люка і сховатися всередині нього на час вторгнення Інакших. Вона разом з Джеком врятувала Локка коли його намагався вбити чорний дим. Повернувшись вже після відплиття плота, вона засмутилася через те, що не встигла попрощатися з Соєром. («Вихід. Частина 2», 24-а серія 1-го сезону).

#### Сезон 2
Після того, як люк був відкритий, Кейт перша проникла в бункер. Коли вона зникла, за нею спустився Локк, а потім і Джек. Він виявив, що старий і дівчина потрапили в полон до мешканця бункера. Ним виявився Дезмонд, якого Джек знав ще до авіакатастрофи. («Людина науки, людина віри», 1-а серія 2-го сезону). Незабаром в табір прибула група уцілівших з хвоста літака. Вони привели з собою пораненого Соєра, і, поки він лежав без свідомості в бункері, Кейт виходжувала його. У той же період вона стала вважати, що сходить з розуму, спочатку зустрівши в джунглях чорного коня, а потім почувши, як Соєр у маренні заговорив з нею голосом Вейна. Кейт в паніці втекла з бункера в ліс, де її і знайшов Джек. У пориві емоцій вона поцілувала його і знову втекла. Пізніше, будучи в лісі разом з Соєром, вона ще раз побачила чорного коня. («Що зробила Кейт», 9-а серія 2-го сезону).
Пізніше разом з Клер і Руссо вона вирушила на пошуки медичної станції. Поки Клер була зайнята пошуками вакцини для її хворого малюка, а француженка безуспішно намагалася виявити сліди Алекс, Кейт знайшла в одній з шаф накладну бороду і лахміття, в які Інакші переодягалися, щоб збити з пантелику уцілілих. Повернувшись в табір, вона розповіла про це Джеку. Так з'ясувалося, що Інакші не ті, за кого себе видають(«Декретна відпустка», 15-а серія 2-го сезону). Коли Джек зібрався обміняти Бена на Волта, він відправився до межі, яку Інакші заборонили їм перетинати, і взяв з собою Кейт. По дорозі, підібрав з землі приманку у вигляді іграшки, вони потрапили у сітку-пастку і, поки не виплуталися, якийсь час провисіли лицем до лиця на дереві. («S. O. S.», 19-а серія 2-го сезону).
Коли після довгої відсутності повернувся в табір Майкл, Кейт увійшла до складу групи з п'ятьох людей, яку він набрав, щоб виручити свого сина. По дорозі вона помітила, що за ними стежать вороги, і Соєр застрелив одного з них. Після цього стало ясно, що Майкл зрадив своїх товаришів. Потім Інакші полонили всю групу і, відпустивши Герлі, відвезли Джека, Соєра і Кейт на станцію «Гідра». («Живемо разом, вмираємо поодинці», 23-а серія 2-го сезону).

#### Сезон 3
Кейт прокинулася на підлозі роздягальні. За пропозицією Тома вона прийняла душ і одягла сукню, після чого, на її подив, дівчину відвели на пристань, де її чекав сніданок в компанії Бена. На питання Кейт, до чого все це, Бен відповів, що три наступні тижні будуть дуже неприємними, тому він хоче, щоб у неї залишилося хоча б один гарний спогад. Потім її посадили в клітку. («Повість про два міста», 1-а серія 3-го сезону).
Раноком її і Соєра відвели на роботу і доручили дробити камені під наглядом Піккета. Соєр вирішив спровокувати охоронця і у нього на очах поцілував Кейт. Піккет кинувся до них, і аферистові майже вдалося здолати його, але Джульєт, погрожуючи Кейт пістолетом, змусила його зупинитися. Пізніше Соєр зізнався, що таким чином хотів перевірити, наскільки сильні їхні супротивники. («Скляна балерина», 2-а серія 3-го сезону).
Після невдалого замаху на Бена Соєру зробили ін'єкцію невідомого препарату, який нібито повинен був викликати розрив серця при прискоренні серцебиття. Не знаючи про це, Кейт вибралася з клітки, протиснувшись через ґрати, запропонувала йому бігти і, до свого здивування, отримала відмову. Після смерті Колін, яку смертельно поранила Сун, Піккет розлютився і жорстоко побив шахрая. Він зупинився лише коли домігся від Кейт визнання в любові до Соєра. («Кожен сам за себе», 4-а серія 3-го сезону).
Потім Джульєт відвела дівчину в камеру Джека (вони вперше побачилися після викрадення), щоб та умовила доктора прооперувати Бена. Побоюючись за життя Соєра, Кейт спробувала вплинути на Джека, але він відіслав її геть, розуміючи, що Інакші просто використовують її. Повернувшись в клітку, Кейт знову вибралася на волю, зламала замок на клітці Соєра і вдруге почала вмовляти його бігти. Він пояснив, що втеча неможлива, так як вороги відвезли їх на інший острів. Тоді Кейт залізла до нього в клітку, і вони зайнялися любов'ю. Потім Соєр зізнався, що любить її. Раноком з'явився Піккет з твердим наміром вбити Соєра. На щастя, в останню секунду йому передали по рації, що Джек не погоджується продовжувати операцію Бена, поки бранців не відпустять. («Я згодна», 6-а серія 3-го сезону).
Кейт і Соєр кинулися в джунглі. Інакші трохи згодом пустилися за ними в гонитву і ледь не наздогнали, але парі допомогла сховатися Алекс. Вона ж пообіцяла відвести їх до човна, якщо вони візьмуть з собою її приятеля Карла. На березі їх наздогнав Піккет. Він вистрілив у рацію Кейт, з допомогою якої вона повинна була зв'язатися з Джеком, і вже було зібрався вбити втікачів, але з лісу несподівано вийшла Джульєт і застрелила його. Після цього Кейт разом з Карлом і Соєром благополучно зникли. («Не в Портленді», 7-а серія 3-го сезону).
Після того, як вони висадилися на своєму острові, Соєр не підтримав рішення Кейт зібрати команду і негайно виїхати на допомогу Джеку. Тим самим він сильно розчарував дівчину, і вона після повернення в табір вирушила в похід без нього, взявши з собою Джона, Саїда і Руссо. («Введіть 77», 11-а серія 3-го сезону). Орієнтуючись по карті, яку Саїд забрав у Бакуніна на станції «Полум'я», вони дісталися до огородження з металевих стовпів, яке захищало поселення Інакших від проникнення ззовні, і Кейт перша перебралася через бар'єр. («Авіапошта», 12-а серія 3-го сезону). Розшукавши поселення і сховавшись у заростях, уціліли побачили, як Джек цілком мирно грає в футбол з Томом. Кейт хотіла не зволікаючи кинутися до нього, але Саїд порадив дочекатися темряви. Вночі вона пробралася до Джека, але, так як в кімнаті була встановлена камера, її (а потім і Саїда) тут же схопили Інакші. Після того, як її зв'язали і замкнули, дівчину відвідав Джек. Він зізнався, що уклав угоду з Інакшими і скоро покине острів, але пообіцяв обов'язково повернутися за нею. («Людина з Таллахассі», 13-а серія 3-го сезону).
Кейт залишилася сидіти в кімнаті. Джульєт принесла їй їжі, але Кейт взяла палицю і спробувала вдарити її, щоб втекти. Але Джульєт перехопила удар і повалила Остін. Дівчина залишилася без сніданку. В один день Кейт подивилася у вікно і побачила Інакших, які кудись йшли. До цього її провідав Джон, який побачив на острові свого батька. Він сказав, що йде з Інакшими, і попросив вибачення. Після у вікно більярдної кинули газову гранату. Кейт стало погано і вона знепритомніла. Опритомніла вона вже в джунглях скутою наручниками з Джульєт. Кейт вийняла ножик з кишені сплячої Джульєт, але та перехопила ніж і сказала, що ним кайдани не відкриєш. Тоді дівчата встали і пішли до табору Інакших.
Ніч. Кейт в злості перекидає Джульєт через себе і випадково вивертає їй плече. Кейт каже, що не хотіла цього. Раптом ззаду чути шурхіт і дивні звуки. Кейт піднімає її, і вони біжать у гущавину. Там вони знаходять розвалене дерево, сідають на нього. Джульєт переконує Кейт вправити їй руку. Вона говорить дівчині, що та розбила серце Джеку, переспавши з Соєром в клітці. Тому Джек не хотів, щоб Кейт за ним поверталася. Пригнічена, вона смикає руку Джульєт з поворотом…
Незабаром настає ранок. Звуки припинилися. Кейт говорить їй вставати і йти. Ззаду знову з'являються звуки, але набагато ближче. Джульєт і Кейт чимдуж кидаються до селища Інакших. Ззаду виявляється «чорний дим». Коли дівчата пробігають через відключений бар'єр, Джульєт несподівано включає електрика, і «дим» вдаряє струмом. Той відлітає назад у джунглі. Джульєт раптом дістає з кишені ключ від наручників і звільняє Остін і себе. Джульєт говорить Кейт, що не відкривала наручники, сподіваючись, що хоч Остін не кине її.
Дівчата заходять в табір Інакших. Всі пішли. Кейт знайшла Джека, а Джульєт — Саїда. 4 кинутих відправилися в табір «острів'ян».

#### Сезон 4
Кейт рятується з острова на яхті Пенні разом з Джеком, Сун, Герлі, Саїдом і Дезмондом. Після порятунку, Кейт усім бреше, що Аарон її син.

#### Сезон 6
Кейт полетіла з острова. В альтернативній реальності вона знову була в бігах, зіткнулася з Клер, Соєром. Вона потрапила в церкву разом з іншими. Вона нарешті возз'єдналася з Джеком, разом вони перейшли на наступний рівень.